# Дирижёр (фильм, 2012)
«Дирижёр» — российская музыкальная драма режиссёра Павла Лунгина, в основе которой лежит оратория «Страсти по Матфею», написанная современным композитором духовной музыки митрополитом Иларионом (Алфеевым) (председателем Отдела внешних церковных связей Московского Патриархата). Фильм вышел в прокат на 100 копиях 29 марта 2012 года. Телеканал «Россия» показал фильм «Дирижёр» накануне Пасхи, 14 апреля 2012 года.

## Сюжет
Знаменитый дирижёр Петров (Владас Багдонас) отправляется с певцами-солистами и оркестром в Иерусалим, чтобы исполнить ораторию «Страсти по Матфею». Накануне он узнаёт о самоубийстве единственного сына, проживавшего в Израиле. Дирижёр в своё время отрёкся от сына-художника, считая, что тот живёт неправильно (наркотики, богемная жизнь, постоянное выклянчивание денег у отца). Но эта потеря и особенно предсмертная записка сына переворачивают душу маэстро.
У солистов свои проблемы. Истеричный тенор (Сергей Колтаков) боится, что Петров заменит его израильским певцом и от волнения почти теряет голос, но кричит дирижёру, что все его боятся и ненавидят. Семейная пара солистов переживает кризис в отношениях. Муж (Карэн Бадалов) спешит зарегистрироваться на рейс раньше жены (Инга Оболдина), чтобы не сидеть в самолёте рядом. Она отчаянно ревнует, но верит, что их брак удастся спасти, и, будучи религиозной, уповает на поездку в святые места. Он устал, не верит ни во что и флиртует со случайной попутчицей Ольгой (Дарья Мороз). Узнав, что он пригласил новую знакомую на концерт в Иерусалиме, жена делает всё, чтобы девушка на концерт не попала. В итоге Ольга, по роковому стечению обстоятельств, оказывается на рынке, где происходит теракт.

## В ролях
- Владас Багдонас — Вячеслав Юрьевич Петров, дирижёр
- Инга Оболдина — Алла, сопрано
- Карэн Бадалов — Сергей Никодимов, баритон
- Сергей Колтаков — Евгений Надеждин, тенор
- Сергей Барковский — Пушенков, администратор оркестра
- Дарья Мороз — Ольга
- Арсений Спасибо — Сеня, сын Ольги
- Всеволод Спасибо — Сева, сын Ольги
- Аня Букштейн — Аня
- Люси Дубинчик — Дина
- Даниэль Джейдлин — девушка из ночлежки
- Анна Чиповская — Дарья
- Андрей Сиротин — Дима
- Александр Строев — пассажир бизнес-класса

## Съёмочная группа
- Авторы сценария: Павел Лунгин, Валерий Печейкин
- Режиссёр-постановщик: Павел Лунгин
- Операторы-постановщики: Игорь Гринякин, Александр Симонов
- Художники-постановщики: Ольга Кравченя, Марат Ким
- Композитор: Митрополит Иларион (Алфеев)

## Факты
- Съемки фильма «Дирижёр» проходили в Иерусалиме[4].
- Музыканты Большого симфонического оркестра под управлением Владимира Федосеева и участники хора Государственной Третьяковской галереи сделали специальные записи для фильма «Дирижёр» и снялись в нескольких сценах картины.
- В фильме использована копия картины Ганса Гольбейна «Мёртвый Христос в гробу»[4].
- Первоначально над фильмом работал режиссёр Константин Богомолов, но был отстранён от проекта[5][6].
- Фильм претендовал на премию «Ника» в номинации Лучший игровой фильм. Инга Оболдина номинировалась на кинопремию «Ника» За лучшую женскую роль второго плана.